# Сімон Лекуе
Сімон Лекуе Андраде (ісп. Simón Lecue Andrade, 11 лютого 1912, Аррігорріага, Країна Басків, Іспанія — 25 лютого 1984, Мадрид) — іспанський футболіст, що грав на позиції нападника або півзахисника. Учасник другого чемпіонату світу.

## Спортивна кар'єра
Вихованець футбольної школи клубу «Депортіво Аррігорріага». У дорослому футболі дебютував 1929 року виступами за команду «Басконія», в якій провів один сезон.
Згодом з 1930 по 1935 рік грав у складі команд клубів «Алавес» та «Реал Бетіс». Протягом цих років виборов титул чемпіона Іспанії.
У складі національної збірної поїхав на чемпіонат світу до Італії. Дебютував 27 травня 1934 року у грі першого етапу з бразильцями. Також грав у додатковому матчі проти господарів турніру. До початку громадянської війни провів сім ігор, відзначився забитим голом у ворота швейцарської збірної.
Своєю грою привернув увагу представників тренерського штабу клубу «Реал Мадрид», до складу якого приєднався 1935 року. Відіграв за королівський клуб наступні сім сезонів своєї ігрової кар'єри. Найкращим досягненням у столичній команді стала перемога у національному кубку.
Протягом 1942—1946 років захищав кольори «Валенсії», додав до переліку своїх трофеїв ще один титул чемпіона Іспанії. За чотирнадцять сезонів у Прімері провів 248 матчів, забив 57 голів. Найбільше ігор провів проти «Атлетіка» (Більбао) — 24, найбільше забив «Еспаньйолу» — 9 голів. 
Завершив професійну ігрову кар'єру у клубах «Камбері» і «Реал Сарагоса», за команди яких виступав протягом 1947—1949 років.

## Досягнення
- Чемпіон Іспанії (2):

«Реал Бетіс»: 1935
«Валенсія»: 1944
- Володар Кубка Іспанії (1):

ФК «Мадрид»: 1936

## Статистика
У клубах:
| Турнір            | «Алавес» | «Алавес» | «Бетіс» | «Бетіс» | «Реал» | «Реал» | «Валенсія» | «Валенсія» | Всього | Всього |
| Турнір            | І        | Г        | І       | Г       | І      | Г      | І          | Г          | І      | Г      |
| ----------------- | -------- | -------- | ------- | ------- | ------ | ------ | ---------- | ---------- | ------ | ------ |
| Чемпіонат Іспанії | 36       | 6        | 55      | 23      | 80     | 24     | 77         | 4          | 248    | 57     |
| Кубок Іспанії     |          |          |         |         |        |        | 27         | 2          |        |        |
| Всього            |          |          |         |         |        |        | 104        | 6          | 275    | 59     |

У збірній:
| № | Дата       | Місто     | Господарі      | Рахунок | Гості     | Голи                                       |
| - | ---------- | --------- | -------------- | ------- | --------- | ------------------------------------------ |
| 1 | 27.05.1934 | Генуя     | Іспанія        | 3:1     | Бразилія  | Ірарагоррі, Лангара (2) — Леонідас         |
| 2 | 01.06.1934 | Флоренція | Італія         | 1:0     | Іспанія   | Меацца                                     |
| 3 | 05.05.1935 | Лісабон   | Португалія     | 3:3     | Іспанія   | Суейру, Пінга (2) — Лангара (2), Горостіса |
| 4 | 12.05.1935 | Кельн     | Німеччина      | 1:2     | Іспанія   | Конен — Лангара (2)                        |
| 5 | 23.02.1936 | Барселона | Іспанія        | 1:2     | Німеччина | Регейро — Фат (2)                          |
| 6 | 26.04.1936 | Прага     | Чехословаччина | 1:0     | Іспанія   | Зайчек                                     |
| 7 | 03.05.1936 | Берн      | Швейцарія      | 0:2     | Іспанія   | Лангара, Лекуе                             |